# ويلي فيتز
ويلي فيتز (بالألمانية: Wilhelm Fitz)‏ (12 مارس 1918 في النمسا - 25 سبتمبر 1993) هو مدرب كرة قدم ولاعب كرة قدم ألماني في مركز الهجوم. شارك مع منتخب ألمانيا لكرة القدم. أما مع النوادي، فقد لعب مع باناثينايكوس ورابيد فيينا وفيرست فيينا ونادي فلوريدسدورفر ‏.

## وصلات خارجية
- ويلي فيتز على موقع قاعدة بيانات كرة القدم.إي يو (الإنجليزية)
- ويلي فيتز على موقع بيانات كرة القدم. دي إي (الألمانية)
- ويلي فيتز على موقع ناشيونال فوتبول تيمز (الإنجليزية)
- ويلي فيتز على موقع عالم كرة القدم.نت (الإنجليزية)